# Clavija spinosa
Clavija spinosa là một loài thực vật có hoa trong họ Anh thảo. Loài này được (Vell.) Mez mô tả khoa học đầu tiên năm 1903.